# Nycteribia pleuralis
Nycteribia pleuralis är en tvåvingeart som beskrevs av Maa 1968. Nycteribia pleuralis ingår i släktet Nycteribia och familjen lusflugor. Inga underarter finns listade i Catalogue of Life.